# Carly McKillip
Pour les articles homonymes, voir McKillip.
Carly McKillip est une actrice et musicienne canadienne, née le 13 février 1989 à Vancouver (Colombie-Britannique).
Elle se fait connaître en 2006 en interprétant le rôle-titre d'Alice dans la sitcom Alice, I Think. Carly est également la voix de Sakura Kinomoto dans la série télévisée d'animation Cardcaptor Sakura.

## Biographie
McKillip est née à Vancouver, en Colombie-Britannique. Son père, Tom McKillip, est producteur de musique, et sa mère, Lynda McKillip, est auteur-compositeur-interprète. Elle a une sœur cadette, Britt McKillip, qui est également actrice. Elle est mariée à Darren Savard, guitariste de Dallas Smith, depuis le 9 mai 2015. Ils accueillent leur premier enfant le 29 juin 2019.
McKillip joua le rôle-titre dans Alice, I Think, une sitcom canadienne qui fut diffusée sur CTV Comedy Channel et CTV. Avec sa sœur, elle forma le groupe de musique country One More Girl. Leur premier album, Big Sky, parut en octobre 2009. De plus, le groupe de musique country dévoila un nouveau single, The Hard Way, en 2014.

## Filmographie
- 1995 : The Marshal (série TV) : Molly MacBride (1995-1996)
- 1996 : La Mémoire endormie (She Woke Up Pregnant) (TV) : Jessica Loftis
- 1996 : The Limbic Region (TV) : Jennifer Lucca - Age 5
- 1996 : Au-delà des maux (For Hope) (TV) : Laura
- 1996 : X-Files (épisode Cœurs de tissu) : Caitlin
- 1997 : Jitters (TV) : Kristen
- 1998 : The Hunted (TV) : Little Girl
- 1998 : Road Movie (Floating Away) : Singing Girl
- 1998 : Face à son passé (Stranger in Town) (TV) : Kim
- 1998 : Acrophobie (Don't Look Down) (TV) : Young Carla
- 2000 : CardCaptors (série TV) : Sakura Avalon (voix)
- 2000 : Cardcaptors: The Movie (vidéo) : Sakura Avalon (voix)
- 2001 : What About Mimi? (série TV) : Sincerity Travers (voix)
- 2001 : Diablesse (Saving Silverman) : Cute Girl
- 2002 : Sabrina the Teenage Witch in Friends Forever (TV) : Portia (voix)
- 2004 : Jack (TV) : Jenny
- 2005 : School of Life (TV) : Devon
- 2006 : Alice, I Think (sitcom) : Alice
- 2006 : Dr. Dolittle 3 (vidéo) : Tammy’s Friend
- 2006 : Breakdown : Shelly Johnson
- 2007 : Barbie Princesse de l'île merveilleuse (vidéo) : Gina (voix)
- 2013 : Un Noël tous ensemble (Coming Home For Christmas) : Kate